# Англо-еврейское общество
«Англо-еврейское общество» (англ. Anglo-Jewish Association) — англо-еврейская ассоциация, основанная 2 июля 1871 года в Лондоне с целью содействия улучшению социального и культурного положения евреев.

## Предыстория
Проповедниками идеи выступили раввин А. Лёви (впоследствии исполнявший обязанности секретаря общества) и доктор Бениш. Однако благоприятный момент для ее осуществления представился лишь после франко-прусской войны 1870—71 гг., когда в связи с политическими событиями того времени значительно понизилась деятельность парижского Всемирного еврейского союза (Alliance Israélite Universelle).

## История
В первый год были учреждены отделы общества в Манчестере, Ливерпуле и Бирмингеме и завязаны отношения с еврейскими общинами всей Англии, не исключая её колоний. К 1900 году общество насчитывало всего 36 отделений, из них 21 находилось в разных частях Великобритании, Шотландии и Ирландии, 14 в британских колониях и иностранных государствах и одно в Индии.
В первые же годы своего существования общество вступило в соглашение с представительным органом еврейских общин Англии (Committee of Deputies of British Jews), имевшее целью предупредить возможность несогласованных выступлений этих двух организаций в делах, требующих непосредственного обращения к британскому правительству. Впоследствии (1878) указанное соглашение было заменено формальным договором, который строго соблюдался в последующей деятельности того и другого учреждения. В некоторых случаях оба учреждения действовали совместно и тогда, когда представлялась необходимость в обращении не к британскому, а к иностранному правительству.

### Председатели
Первым председателем общества был избран профессор Джейкоб Уэйли (Jacob Waley, 1871—1873), исполнявший свои обязанности в продолжение одного года. После него председателем стал барон Генри де Вормс (Henry de Worms; впоследствии возведённый в звание лорда Pirbright), исполнявший обязанности председателя 14 лет (1873—1886). Вслед за его уходом в 1886 году на пост председателя общества был избран Джулиан Голдсмид (Julian Goldsmid, 1886—1895), а в 1895 г. его заместителем стал Клод Монтефиоре (1895—1922).

### Финансы
В 1893 году барон Гирш предоставил обществу участие 3,600 акциями по 100 фунтов стерлингов в «Еврейском колонизационном обществе». Незадолго до своей смерти в 1896 году барон Гирш (состоявший в то время вице-председателем общества) увеличил число акций до 4595. Согласно его воле, общество имело одного представителя в правящем совете Еврейского колонизационного общества.

### Деятельность
Англо-еврейское общество много раз — своим авторитетом и могущественными связями — приходило на помощь евреям, ставшим жертвой угнетения и преследований в той или иной стране. Общество принимало меры к предотвращению подготовлявшихся враждебных движений или к подавлению активных выступлений фанатизированной толпы против евреев; добивалось отмены или смягчения ограничительных законов, касающихся евреев, и смещения враждебных администраторов; открытого судебного разбирательства по делам, в которых на евреев возводились ложные обвинения; реабилитации лиц, несправедливо понёсших наказание по таким делам, и т. п. В этих случаях общество часто пользовалось содействием британского министерства иностранных дел, и неоднократно официальные сообщения этого министерства служили средством, чтобы обратить общественное внимание на те или другие факты, по отношению к которым впоследствии принимались активные меры. В целом деятельность общества в этой области носила паллиативный характер, проявляясь только в тех случаях, когда преследования достигали в какой-либо стране исключительной силы. Когда в 1881 году разразились еврейские погромы в России, оно ограничилось тем, что послало своих представителей в «Русско-еврейский комитет».
Более успешной была культурно-просветительную деятельность общества среди евреев на Востоке. Кроме школ, находящихся под его наблюдением в Бомбее, Иерусалиме («Evelina Rothschild School») и Могадоре (Марокко), общество принимало широкое участие в содержании (субсидировании) школ на Востоке совместно с Всемирным еврейским союзом.